# Ga Dongdaesin
Ga Dongdaesin (tiếng Hàn: 동대신역; Hanja: 東大新驛) là ga của Busan Metro tuyến 1 ở Dongdaesin-dong, quận Seo, Busan, Hàn Quốc.

## Liên kết
- (tiếng Hàn) Thông tin ga từ Tổng công ty vận chuyển Busan